# John Lewis Brenner

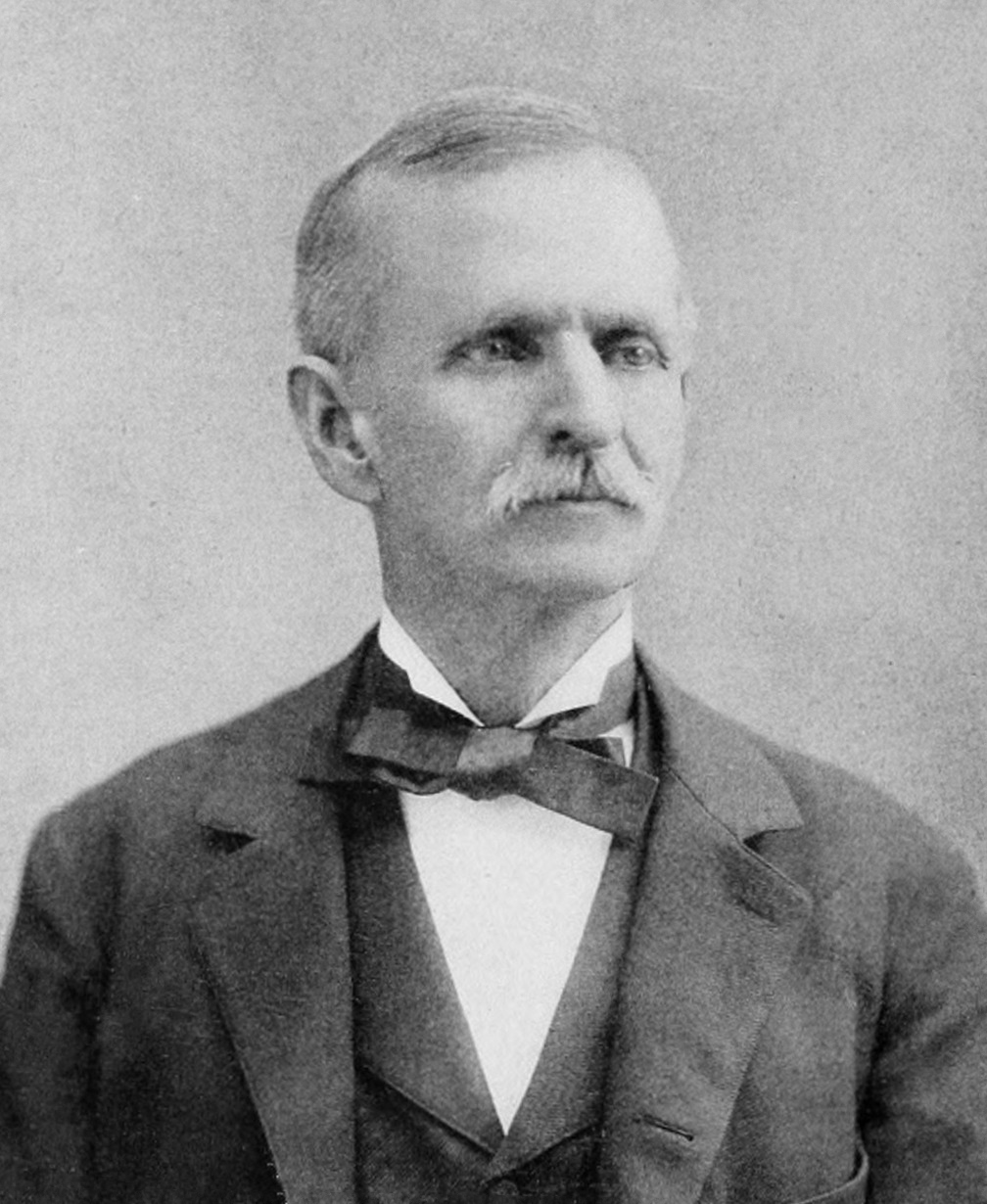
John Lewis Brenner (1899)

John Lewis Brenner (* 2. Februar 1832 im Montgomery County, Ohio; † 1. November 1906 in Dayton, Ohio) war ein US-amerikanischer Politiker. Zwischen 1897 und 1901 vertrat er den Bundesstaat Ohio im US-Repräsentantenhaus.

## Werdegang
John Brenner besuchte die öffentlichen Schulen seiner Heimat und die Springfield Academy. Danach arbeitete er bis 1862 in der Landwirtschaft. Anschließend war er bis 1872 als Gärtner in einer Baumschule tätig. Seit 1866 lebte er in Dayton. Nach 1872 betätigte sich Brenner als Tabakproduzent; später wurde er Tabakhändler. Gleichzeitig schlug er als Mitglied der Demokratischen Partei eine politische Laufbahn ein. Von 1885 bis 1887 gehörte er dem Polizeiausschuss der Stadt Dayton an.
Bei den Kongresswahlen des Jahres 1896 wurde Brenner im dritten Wahlbezirk von Ohio in das US-Repräsentantenhaus in Washington, D.C. gewählt, wo er am 4. März 1897 die Nachfolge von Paul J. Sorg antrat. Nach einer Wiederwahl konnte er bis zum 3. März 1901 zwei Legislaturperioden im Kongress absolvieren. In diese Zeit fiel der Spanisch-Amerikanische Krieg von 1898. Im Jahr 1900 wurde er von seiner Partei nicht mehr zur Wiederwahl nominiert.
Nach dem Ende seiner Zeit im US-Repräsentantenhaus arbeitete John Brenner wieder als Tabakhändler. Er starb am 1. November 1906 in Dayton, wo er auch beigesetzt wurde.